# Mü éditions
Pour les articles homonymes, voir Mu.
Mü éditions est une maison d’édition à compte d’éditeur publiant des romans et des nouvelles dans les genres de l’imaginaire, et plus spécifiquement le fantastique et la science-fiction.
En 2018, elle lance trois nouvelles collections : Le peuple de Mü (littératures de l'imaginaire en général), Le labo de Mü (univers expérimentaux et atypiques) et Les arts de Mü (théâtre, beaux livres, art books).

## Historique

### Le numérique
En 2013,  Davy Athuil comme un acteur numérique via la société Lepeupledemu a voulu, selon ses dires, tester le marché et la naissance d’un nouvel acteur dans un environnement économique de niche. Elle a proposé au début de son activité un certain nombre de titres de l’imaginaire et libres de droits en plus d’un planning éditorial contemporain.

### La publication à la demande
Après la phase d’expérimentation numérique, Le peuple de Mü a développé une solution d’impression à la demande puis s’est engagé aux côtés de la société SoBook dans une solution complète d’impression fixe et publication à la demande ainsi que de distribution et de diffusion à compter de mai 2015.
Les relations entre la maison d’édition et son prestataire ont conduit à une rupture entre les deux acteurs dès le mois d’avril 2016, laissant Le peuple de Mü dans une situation financière critique.

### Promotion des littératures de l'imaginaire
À la suite de cette expérience et consciente des enjeux de la profession, la maison d’édition a créé avec des acteurs indépendants de l’imaginaire une structure devenue aujourd’hui associative : Le Dépôt Imaginaire, puis le Ministère imaginaire. L’association développe au profit des éditeurs une série d’actions de diffusion et d’événements pour sortir de la niche une littérature jugée par eux comme dépréciée par le grand public et particulièrement les médias.
Mü participe activement à la vie des acteurs du livre en participant notamment à l'organisation du Mois de l’Imaginaire. La maison a bénéficié de son invitation officielle aux rencontres de Sèvres organisées par Jean-Luc Rivera.
La maison s'est jointe au projet de participation des éditeurs de l’imaginaire au prix Goncourt en 2017, en proposant la candidature de Petit Blanc de Nicolas Cartelet au prix.
Mü éditions est désormais présent au Salon Livre Paris aux côtés des acteurs de l'imaginaire.

### Renommage
En novembre 2017, Mü éditions reprend les activités du Peuple de Mü et lance ses trois collections pour différencier les textes qu'elle entend publier : jeunes plumes, essais, livres univers etc.
Début 2020, Mü éditions devient un label des Éditions Mnémos sous le nom de Mu.

## Catalogue
- Nicolas Cartelet – Néagè1, Néagè2, Néagè3, #TimeTrotters, Petit Blanc, Dernières fleurs avant la fin du monde
- JL Detcherry – FURY
- Sonia Quemener – L’illusion du contrôle, Lady Rudge
- Claire Billaud – Le don d'Osiris, L'étrange affaire Nottinger
- Pierre Léauté – Mort aux grands !, Guerre aux grands !, La chatonaute, Temps assassins[10], Le vol du Poussin
- Sébastien Tissandier – Le Mnemenol, Noé
- Alfred Boudry, Michael Roch, Marc Vassart, Aléric de Gans, Aurélien Catel – Les Vicariants (Tome 1 & 2)
- Manuel Wicquart – L'arche des lumières
- Emmanuel Quentin – Dormeurs, Où s'imposent les silences
- Michael Roch – Moi, Peter Pan[11],[12]
- Anthologie festival Les Oniriques 2017
- Luce Basseterre – La débusqueuse de mondes
- Li-Cam – Cyberland

### Sélections et prix
Moi, Peter Pan de Michael Roch a été sélectionné en 2018 par le Grand Prix de l'Imaginaire dans la catégorie « Meilleur roman francophone 2017 ».
 Cyberland de Li-Cam inclut la nouvelle Asulon (précédemment publiée par Griffe d'Encre) lauréate du prix Bob-Morane 2016.